# Coordination (management)
Pour les articles homonymes, voir Coordination.
La coordination est, au sein d'une organisation, l'une des fonctions-clés du management qui consiste à assurer pour un ensemble de personnes et de tâches, d'une conjonction des efforts en vue d'un objectif commun. Cette coordination peut nécessiter un coordinateur dédié dont le but est de modifier l'environnement pour qu'il favorise au maximum les interactions entre les membres d'un groupe, ou relever des attributions courantes de l'encadrement et, en entreprise, des membres du comité de direction, en couvrant de façon transverse les différentes divisions, services ou départements (issus d'une départementalisation).
Son importance a été mise en avant par tous les théoriciens du management : Henri Fayol, Luther Gluck, Mary Parker Follett, James March, Herbert Simon, etc. mais il faut attendre le Canadien Henry Mintzberg puis les Belges Jean Nizet et François Pichaud pour voir reprendre une réflexion de fond initiée en 1932 par Mooney et Reiley.

## Les enjeux de la coordination
Cette recherche de cohérence et/ou de convergence peut être d'autant plus souhaitable que le groupe ou l'organisation concernés peuvent être affectés par des facteurs centrifuges (tendant à le faire éclater) résultant de la spécialisation, de la différenciation et de la non-intégration qui conduisent à devoir :
- combattre les effets non désirables de la spécialisation :

La spécialisation horizontale ou verticale lorsqu'elle est poussée à l'extrême ou est mal maitrisée peut conduire à des effets pervers qui détruisent l'unité d'action (parcellisation, isolement, rigidité, perte de flexibilité et de continuité...)
- maitriser ou en tous cas réguler les conséquences de la différenciation :

La spécialisation — comme l'ont montré Lawrence et Lorsch —  génère des attitudes, des comportements, des états d'esprit différents chez les opérateurs. Cette différenciation est d'autant plus marquée que les environnements des opérateurs se révèlent être eux-mêmes différents. Par exemple : les commerciaux sont généralement plus autonomes, plus individualistes, plus indépendants que les administratifs parce qu'ils font face à un contexte de travail plus incertain et plus hétérogène. À l'extrême, la différenciation peut créer une balkanisation de l'organisation (source de dysfonctionnement, voire de mésentente ou de conflits). 
- mettre en place des processus ou des facteurs d'intégration :

De la sorte, il s'agit moins de supprimer ou de réduire les tensions nées de la différenciation, que de les gérer via des procédures d'arbitrage, de résolution des conflits, que Lawrence et Lorsch appellent l'intégration.

## Henri Fayol
C'est Henri Fayol qui, le premier, a insisté sur l'importance de la coordination au sein d'une entreprise. 
Administrer, c'est, pour lui, prévoir, organiser, commander, contrôler et coordonner. Malheureusement, il ne donnera jamais de définition technique  de ce qu'est la coordination, se bornant à des descriptions littéraires : « Coordonner, c'est-à-dire relier, unir, harmoniser tous les actes et tous les efforts »  ;  « Coordonner, c'est mettre de l'harmonie entre tous les actes d'une entreprise de manière à en faciliter le fonctionnement et le succès. » (les italiques sont de lui)  assorties d'exemples et de conditions et des signes de l'incoordination (en italiques).
Pour lui, le meilleur procédé de coordination d'une entreprise est la conférence hebdomadaire des chefs de service qu'il décrit par le menu .

## James Mooney et Alan Reiley
Ce sont deux anciens cadres supérieurs de General Motors qui les premiers entament une réflexion sur la coordination  dans leur livre Onward Industry (1932), réédité en 1939 sous un meilleur titre The Principles of Organization. Pour Mooney, ex-directeur mondial des ventes du premier fabricant mondial d'automobile, « la coordination est l'essence du management ».

## Luther Gulick
Luther Gulick, l'homme de l'acronyme POSDCORB.

## Mary Parker Follett
Mary Parker Follett qui fait une longue conférence à Londres sur le sujet en 1933.
Elle a par ailleurs écrit un livre au titre significatif : Liberté et Coordination.

## James March & Herbert Simon
Voir  par exemple, de James March & Herbert Simon :  Administrative Behavior. À Study of Decision-Making  Processes in Administrative Organization   (1957).

## McCurly
Dans Lynch

## Victor Thompson
Nécessite une coopération (opérationnelle) préalable .
Trois formes  essentielles  de coordination :
- La coordination par l'autorité ;
- La coordination par l'identification au groupe ;
- La coordination par l'interdépendance mutuellement reconnue d'individus librement spécialisés[7].

## Alfred Chandler
Alfred Chandler dans Stratégie et structures.

## Henry Mintzberg
C'est Henry Mintzberg qui a le plus analysé le concept sous trois angles un peu différents.

### Les six mécanismes de coordination
Dans son livre "Le Management - Voyage au Centre des Organisations", Henry Mintzberg distingue six mécanismes fondamentaux de coordination :
- L'ajustement mutuel : Il consiste à s'accorder par une communication informelle (discussion, geste...) dans des situations simples comme dans un atelier artisanal ou dans un point de vente, tout comme dans des contextes plus complexes (groupes de recherche, comité de direction).
- La supervision directe : par laquelle un supérieur hiérarchique (chef d'équipe ou chef de bureau) transmet ses consignes à ses collaborateurs et contrôle leurs résultats.
- La standardisation des procédés : soit la spécification à l'avance des méthodes de travail, des procédures, des étapes d'une démarche. À charge pour les participants de se conformer aux procédés ainsi prédéfinis sans besoin de se concerter avec ses collègues ou de recevoir de directives supplémentaires.
- La standardisation des résultats : Les objectifs à atteindre sont fixés à l'avance : L'exécutant garde une certaine initiative sur les mesures à prendre pour y parvenir . Ainsi un livreur reçoit une liste d'adresse et des colis à livrer sans que soient forcément pré-assignés l'ordre des livraisons, ni le trajet à emprunter.
- La standardisation des qualifications: Méthode utile lorsque le travail nécessite une forte dose d'autonomie ou quand il n'est pas possible ou souhaitable de fixer par avance ni les procédés, ni les résultats. Définir a priori les savoirs, les savoir-faire, et les comportements attestés par des diplômes ou niveaux de compétence permet de s'assurer a priori que les personnes feront correctement les tâches nécessaires.
- La standardisation par les normes: coordination imposée à tous les membres de l'organisation

### Type de coordinations des hommes et utilisations plus particulièrement adaptées
Par-delà la distinction, classique depuis Alfred Sloan, entre structure fonctionnelle et structure divisionnelle, les différents types structurels ont été notamment étudiés par Henry Mintzberg, qui en identifie cinq puis six :
1. La structure simple, coordonnée par la hiérarchie, particulièrement adaptée aux organisations de petite taille (par exemple : une PME, un petit commerce).
2. La bureaucratie mécaniste, coordonnée par les procédures, particulièrement adaptée aux organisations de grande taille à l'activité standardisée (par exemple : une administration publique, une compagnie aérienne, une banque de dépôt).
3. La structure divisionalisée, coordonnée par les budgets, particulièrement adaptée aux organisations de grande taille à l'activité hétérogène, intervenant sur différentes lignes de produits ou services, auprès de différents types de clients et/ou sur différentes zones géographiques (par exemple : une entreprise multinationale, un groupe industriel diversifié).
4. La bureaucratie professionnelle, coordonnée par la qualification, particulièrement adaptée aux organisations qui doivent effectuer des tâches très complexes de manière routinière (par exemple : un hôpital, une université, un journal).
5. L'adhocratie, coordonnée par la collaboration, particulièrement adaptée aux structures par projet tournées vers l'innovation (par exemple : la Nasa, une société de production cinématographique)

### Mécanismes de coordination des tâches
Pour sa part, Henry Mintzberg a élaboré sa typologie des organisations en distinguant cinq mécanismes de coordination des tâches :
1. Supervision directe (hiérarchie)
2. Standardisation des procédés (procédures)
3. Standardisation des résultats (budget)
4. Standardisation des qualifications (compétences)
5. Ajustement mutuel (collaboration)

## Nizet et Pichault
Pour Nizet et Pichault, les cinq mécanismes de Mintzberg peuvent se résumer à deux seulement.

## Barabel & Meier
Pour ces deux auteurs, la coordination est le mode de collaboration institué entre les services et les départements de l'entreprise.
La hiérarchie et la supervision directe demeure pour eux le principal mécanisme de coordination, le deuxième mécanisme étant l'ajustement mutuel. 